# Île Burica
L'Île Burica est une petite île du Panama, appartenant administrativement à la  province de Chiriquí.

## Description
L'île se situe à 1 km au sud de Punta Burica et à quelques kilomètres de la frontière avec le Costa Rica. Elle a une superficie de 0,11 km² et possède une petite plage qui est un site de nidification pour les tortues de mer .
Sur l'île, il y a un phare.